# Johanniterkirche (Schwäbisch Hall)

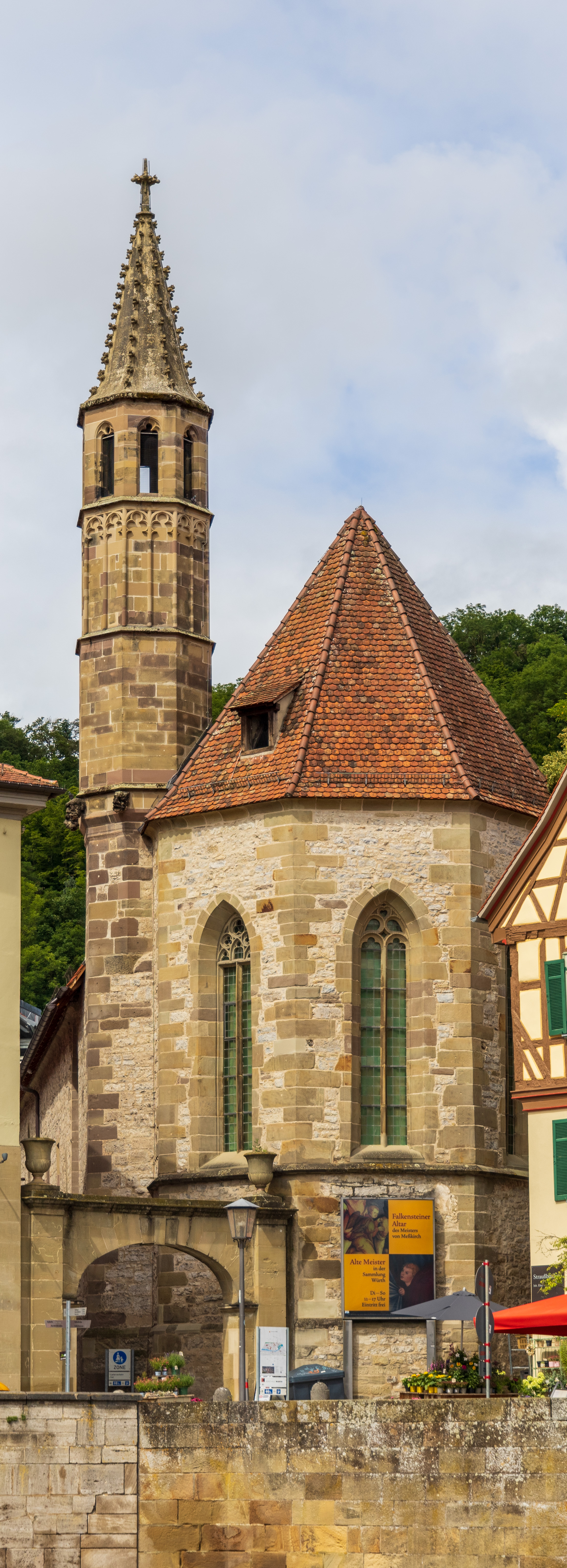
Gotischer Chor und Turm der Johanniterkirche in Schwäbisch Hall

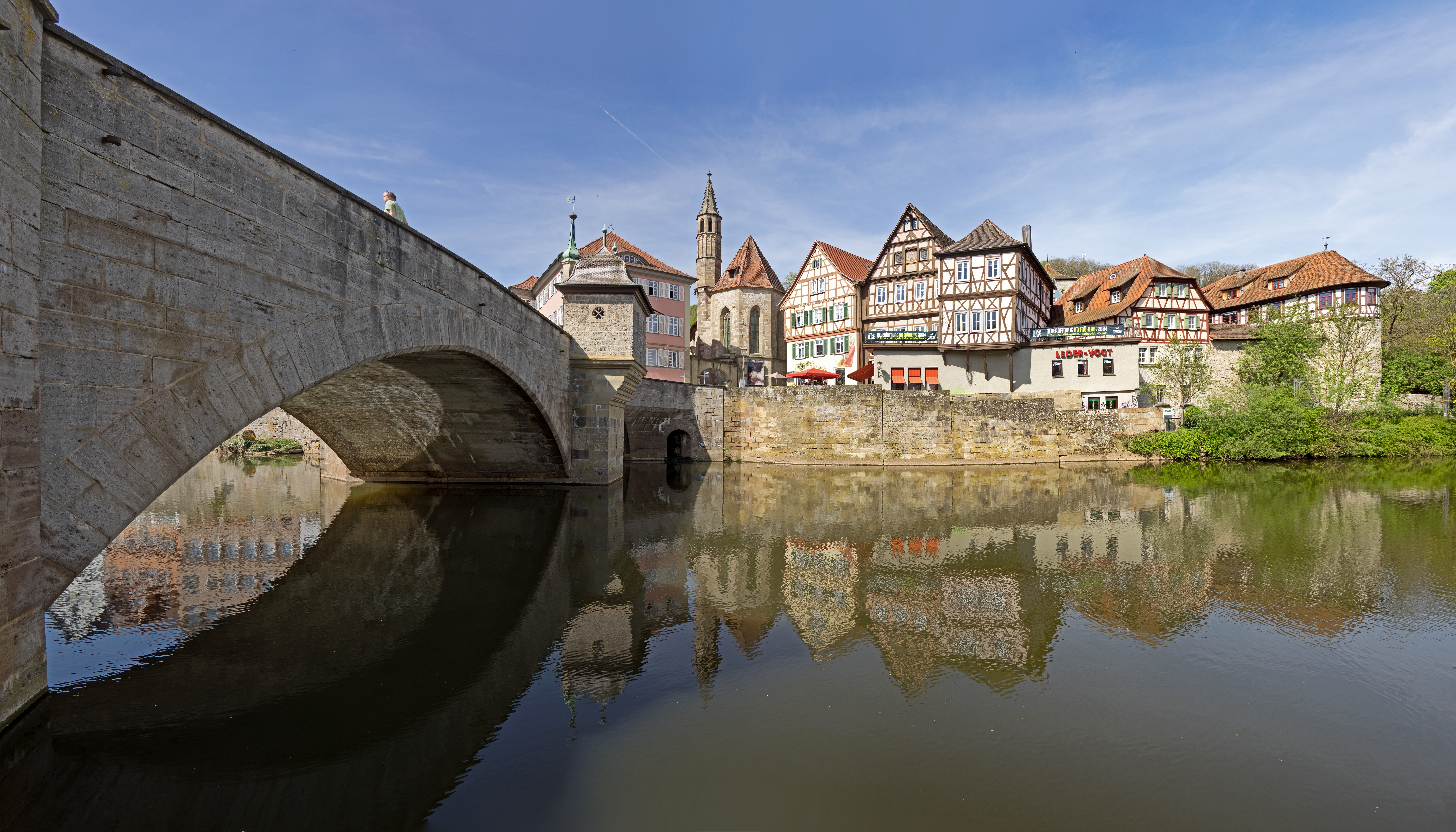
Blick über den Kocher zur Johanniterkirche in der Bildmitte

Die Johanniterkirche (früher auch als Johanniterhalle bezeichnet) ist ein ehemaliges Kirchengebäude in Schwäbisch Hall, das im 19. Jahrhundert profaniert wurde. Nach umfangreichen Restaurierungen dient es seit 2008 als Ausstellungshalle für Gemälde und Skulpturen Alter Meister. Die Johanniterkirche wird als Zweigstelle der Kunsthalle Würth geführt. Gezeigt werden Werke aus der Sammlung Würth und Sonderausstellungen.

## Das Gebäude
Die ursprünglich romanische, im 14. Jahrhundert gotisch erweiterte Kirche liegt in städtebaulich prominenter Lage in der ehemaligen unbefestigten Weiler Vorstadt von Schwäbisch Hall oberhalb der Henkersbrücke, die über den Kocher führt.
Das Kirchengebäude aus dem 12. Jahrhundert hat bis in das 21. Jahrhundert alle Kriege und städtebaulichen Veränderungen überstanden. Benannt ist das Gotteshaus nach dem Orden der Johanniter, zu dessen Hauptaufgaben die Krankenpflege gehörte und der hier neben der Kirche ein Hospiz betrieb. Um 1600 verließen die Johanniter die Stadt. Von 1539 bis 1812 fanden in der Kirche evangelische Gottesdienste statt. 1812 wurde die Kirche säkularisiert, und 1816 erwarb die Stadt das Anwesen vom Königreich Württemberg. Die Innenausstattung wurde veräußert; so kamen die Kanzel und die Orgel in die Marienkirche Rieden. Der Kirchenraum diente als Lagerraum und war ab 1846 die erste städtische Turnhalle. 1950 wurde sie als Kultursaal neu gestaltet und u. a. als Probenraum für die städtischen Festspiele genutzt. 2004 verkaufte die Stadt das Gebäude an die Würth-Gruppe. Unter der Leitung des Stuttgarter Architekten Erich Fritz wurde der Bau umfassend saniert, als Ausstellungshalle eingerichtet und um einen kubusartigen gläsernen Anbau erweitert. Im November 2008 wurde die Johanniterkirche als Ausstellungshalle für Kunst des Mittelalters und der frühen Neuzeit eröffnet.

## Die Sammlung
Kern der in der Johanniterkirche gezeigten Sammlung sind Werke aus den Fürstlich Fürstenbergischen Sammlungen in Donaueschingen, die 2003 Reinhold Würth für „weniger als 50 Millionen Euro“ von Heinrich Fürst zu Fürstenberg erworben hatte und nach ihrer Restaurierung erstmals öffentlich gezeigt werden. Die Sammlung besteht vor allem aus sakralen und profanen Tafelbildern überwiegend von Malern aus dem süddeutschen Raum, unter anderem von Lucas Cranach dem Älteren. Zu den Konvoluten gehören ein Damenbildnis des Hans Süss von Kulmbach und das großartige Porträt eines Herrn von Andreas Haider, außerdem zwei Kopien des siebzehnten Jahrhunderts nach Matthias Grünewald, deren eine das verschollene Bild einer Maria Magdalena vor dem gekreuzigten Christus im Gedächtnis festhält.
Ergänzt wird die Schau durch Objekte aus der Sammlung Würth, darunter Skulpturen und Gemälde von Tilman Riemenschneider, Daniel Mauch, Bartholomäus Zeitblom und aus dem Umkreis des Hans Multscher. Auch die Winser Madonna wird in der Ausstellung gezeigt.
Seit Januar 2012 ist als wertvollstes Stück dieser Sammlung die Madonna des Bürgermeisters Jakob Meyer zum Hasen von Hans Holbein dem Jüngeren (auch als Darmstädter Madonna bekannt) im Chor der Johanniterkirche ausgestellt.

## Ausstellungen
- 2011: Riemenschneider im Chor. Das Bode-Museum zu Gast in der Johanniterhalle Schwäbisch Hall